# Dani Futuro
Dani Futuro är en spansk science fiction-serie skapad av Carlos Giménez och Victor Mora på 1960-talet. Serien handlar om en tonårskille, Daniel, från mitten av 1900-talet som överlever en flygkrasch i arktis, men blir så nedkyld att hans livsfunktioner avstannar. Några århundraden senare hittas han av en läkare vid namn Doktor Dosian som lyckas väcka upp honom igen. Han når snabbt stjärnstatus som "Dani Futuro - pojken från forntiden" och tillsammans med doktor Dosians dotter Iris ger han sig ut på äventyr i galaxen. Temat för samtliga berättelser är fred, miljö och vikten av förståelse mellan olika kulturer.
Album utgivna på svenska:
- Rymdkyrkogården
- På främmande världar
- Elden från himlen